# Carlo Bertocci
Carlo Bertocci (Castell'Azzara, 21 maggio 1946) è un pittore italiano.

## Biografia

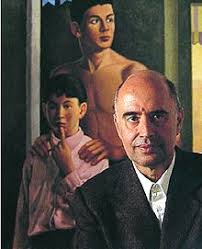
Carlo Bertocci

Carlo Bertocci nasce a Castell’Azzara, in Toscana alle pendici del Monte Amiata nella provincia di Grosseto, il 21 maggio 1946. Vive a Firenze. Nel 1973 si laurea in Architettura, presso la Facoltà di Firenze con una tesi sull’arte concettuale seguita dallo storico Eugenio Battisti, con il quale collabora nel Dipartimento di Storia dell’Architettura della stessa università. Esordisce come artista nel 1974 con una personale alla Galleria Schema di Firenze con opere non pittoriche di impronta concettuale, ma sul finire degli anni settanta incomincia a dedicarsi alla pittura di immagine. All’inizio degli anni ottanta viene inserito dal critico Italo Mussa nel movimento artistico detto pittura colta. Seguono mostre personali e collettive, nazionali e internazionali cui ha partecipato anche sotto le denominazioni di Anacronismo e Ipermanierismo altri termini con i quali Maurizio Calvesi in primis e Italo Tomassoni hanno indicato quel fenomeno che all’interno del Post Modern si è caratterizzato con il ritorno alla pittura degli anni ottanta. Nel 2004 il Senato della Repubblica Italiana acquisisce un suo dipinto per la collezione permanente di Palazzo Madama; nello stesso anno realizza il ritratto di Giovanni Spadolini per la galleria dei presidenti del Senato. Per la stessa galleria nel 2008 ha realizzato il ritratto del Presidente del Senato Franco Marini. Nel marzo 2017 gli viene dedicata una sala nella mostra legata alla figura di Italo Mussa al Castello di Belgioioso (Pavia).